# Fethi Okyar

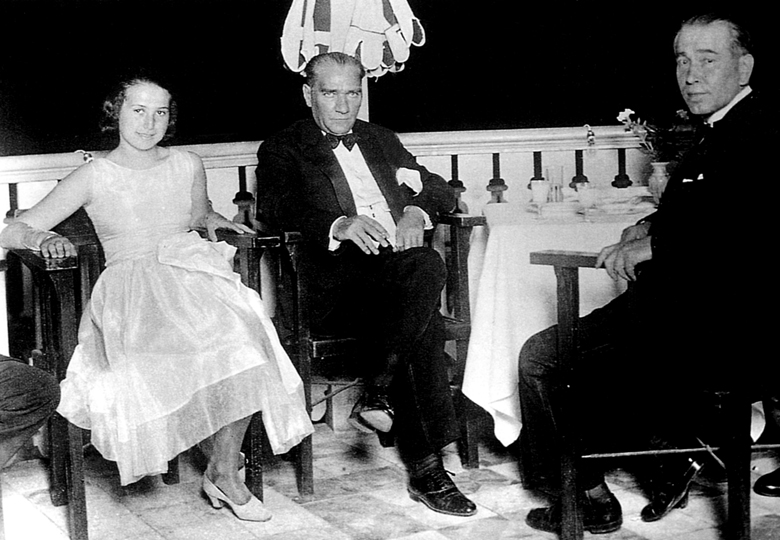
Kemal Atatürk i Ali Fethi. Obok Kemala córka Fethiego. Yalova, 13 sierpnia 1930

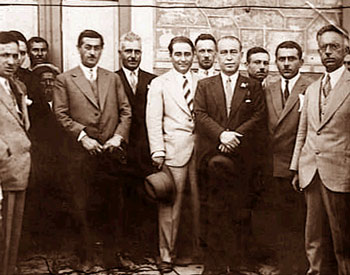
Ali Fethi i kierownictwo Republikańskiej Partii Liberalnej (1930). Po lewej (w białym garniturze) Adnan Menderes.

Ali Fethi Okyar (ur. 29 kwietnia 1880 w Prilepie, zm. 7 maja 1943 w Stambule) – turecki polityk i dyplomata. Oficer i dyplomata Imperium Osmańskiego, premier Turcji (1923 i 1924–25), przewodniczący Wielkiego Zgromadzenia Narodowego Turcji (parlamentu tureckiego) 1923–24, minister sprawiedliwości (1939–1941). Polityk o poglądach liberalnych, rywal polityczny İsmeta İnönü w kemalistowskiej Republikańskiej Partii Ludowej.

## Życiorys
W szkole wojskowej zaprzyjaźnił się z Mustafą Kemalem. Po ukończeniu w 1904 akademii wojskowej Harp Akedemisi skierowany jako kapitan sztabu do 3 Armii w Salonikach. Związał się z ruchem młodotureckim, był jednym z założycieli Komitetu Jedności i Postępu i jego sekretarzem generalnym. Uczestnik rewolucji młodotureckiej, która doprowadziła w 1908 do przywrócenia liberalnej konstytucji 1878, awansowany do stopnia majora, szef Akademii Żandarmerii w Salonikach.
12 stycznia 1909 mianowany attaché wojskowym Imperium Osmańskiego w Paryżu. Po wymuszonej abdykacji sułtana Abdülhamida II (27 kwietnia 1909) młodoturcy polecili mu sprawować przez trzy miesiące kontrolę nad sułtanem internowanym w Salonikach. W czasie wojny włosko-tureckiej uczestniczył w październiku 1911 wraz z Mustafą Kemalem i Enwerem Paszą w obronie Trypolisu.
13 października 1913 został mianowany ambasadorem tureckim w Bułgarii. Funkcję attaché wojskowego w ambasadzie w Sofii pełnił wówczas (1913–1914) Mustafa Kemal. Ali Fethi został odwołany z Sofii 8 grudnia 1917, po wyborze na deputowanego do parlamentu tureckiego z okręgu w Stambule.
Po klęsce Imperium Osmańskiego w I wojnie światowej aresztowany wraz z dwudziestoma deputowanymi i 2 czerwca 1919 zesłany przez Brytyjczyków na Maltę, gdzie był internowany do 30 maja 1921, gdy został uwolniony dzięki zabiegom rządu w Ankarze. Przybył do Ankary 8 sierpnia 1921 i jako deputowany ze Stambułu uzyskał miejsce w obradującym tam Wielkim Zgromadzeniu Narodowym Turcji. Pomiędzy 10 października 1921 a 8 października 1922 pełnił funkcję ministra spraw wewnętrznych. Po zniesieniu sułtanatu (1 listopada 1922) objął 14 sierpnia 1923 funkcję premiera i ministra spraw wewnętrznych, które sprawował do 27 października 1923. Po proklamowaniu 29 października 1923 Republiki Tureckiej objął 1 listopada 1923 funkcję przewodniczącego Wielkiego Zgromadzenia Narodowego Turcji, zwolnioną przez Mustafę Kemala, który został pierwszym prezydentem Republiki z dniem jej proklamowania. 22 października 1924 mianowany na urząd premiera i ministra obrony, sprawował obowiązki do 2 marca 1925, gdy na stanowisko to powrócił İsmet İnönü. Fethi w przeciwieństwie do İsmeta, będącego zwolennikiem rządów twardej ręki, reprezentował poglądy liberalne i umiarkowane i jego gabinet był nieudaną próbą wprowadzenia elementów pluralizmu politycznego i polityki pojednawczej wobec opozycji do monopartyjnych rządów Kemala.
Po dymisji został mianowany ambasadorem Turcji w Paryżu, którą to funkcję pełnił do swej rezygnacji 9 sierpnia 1930. 11 sierpnia 1930, Mustafa Kemal ponowił eksperyment wprowadzenia kontrolowanego systemu wielopartyjnego i zwrócił się do Fethiego o założenie nowej partii, która miała być sojusznikiem Kemala w polityce laicyzacji państwa tureckiego. 12 sierpnia Fethi powołał Republikańską Partię Liberalną (tur. Serbest Cumhuriyet Fırkası) i został jej przewodniczącym. Partia uzyskała dużą popularność na terenie całego kraju. W sytuacji panującego dotąd system monopartyjnego Republikańskiej Partii Ludowej pojawienie się nowej partii spowodowało, że garnąć się zaczęli do niej wszyscy sprzeciwiający się rządom kemalistów, w szczególności paradoksalnie przeciwnicy polityki laicyzacji państwa, fundamentaliści islamscy. Wobec braku pluralizmu politycznego nowa partia stała się ośrodkiem opozycji wobec reform modernizacyjnych Atatürka.
17 listopada 1930 Fethi, sam będący zwolennikiem reform, rozwiązał partię i na życzenie Kemala wyjechał za granicę. Po rozwiązaniu Republikańskiej Partii Liberalnej system monopartyjny kemalistowskiej Republikańskiej Partii Ludowej funkcjonował w Turcji do 1945, gdy władze zezwoliły na powołanie pierwszej partii opozycyjnej – Partii Narodowego Rozwoju (tur. Milli Kalkınma Partisi), a następnie w 1946 Partii Demokratycznej (tur. Demokrat Parti).
31 marca 1934 Fethi został mianowany na funkcję ambasadora Turcji w Wielkiej Brytanii. Orędownik współpracy turecko-brytyjskiej, odegrał istotną rolę w sformułowaniu i zawarciu 20 lipca 1936 w Montreux konwencji o reżimie cieśnin czarnomorskich przywracającej Turcji suwerenność nad Bosforem i Dardanelami, w tym zezwalającej na ich militaryzację. Konwencja weszła w życie 9 listopada 1936 i obowiązuje do dziś.
Po śmierci Atatürka (10 listopada 1938) nowy prezydent İsmet İnönü pojednał się z dotychczasowymi przeciwnikami politycznymi. W konsekwencji Fethi został wybrany na deputowanego z Bolu i 4 stycznia 1939 powrócił do Turcji. 27 maja 1939 został powołany na stanowisko ministra sprawiedliwości w rządzie Refika Saydama, które zajmował do 12 marca 1941.
Zmarł 7 maja 1943, pochowany na cmentarzu Zincirlikuyu w Stambule.
Po przyjęciu w Turcji 21 czerwca 1934 ustawy o nazwiskach (tur. Soyadı Kanunu) Ali Fethi Bej przyjął nazwisko Fethi Okyar.